# 辞令は突然に…
辞令は突然に…（じれいはとつぜんに）は、読売テレビ（ytv）が制作し、日本テレビ系列で放映されたテレビ番組「秘密のケンミンSHOW」のコーナー。

## 概要
番組内のコーナー「県の中心で愛を叫ぶ」の続編。「ラブ・ストーリーは突然に」のパロディ。
ファーストシーズンは全国を旅し失恋を重ね東京に戻ってきた東 京一郎（あずま きょういちろう）（演：水沢駿（大阪府））が、幼馴染の数寄屋橋 はるみ（すきやばし はるみ）（演：黛英里佳（埼玉県））と再会して結婚し、はるみは東 はるみ（あずま はるみ）となった。東京に新居を構えるも、突然の辞令で全国各地を行ったり来たりしながら転勤するストーリー。
セカンドシーズンは専業主婦のはるみが結婚前に仕事としていたアナウンサーに復帰するも、京一郎の転勤に合わせて全国各地の日本テレビ系列（日本テレビ系列のない県は、この番組を放送している放送局）の地方局の女子アナウンサーとして全国を渡り歩くストーリー。
サードシーズンははるみがアナウンサーからフリーライターへ転職するも、京一郎のマーケティング部への異動と転勤に合わせて全国各地のタウン誌やフリーペーパーにフリーライターとして取材しながら全国を渡り歩くストーリー。
2019年7月25日を最後に放送されておらず、みのもんたから田中裕二（爆笑問題）に司会が交代して以降も放送再開に至っていない。

### 連続転勤ドラマ 辞令は突然に…
2009年2月5日からスタート。オープニングには小田和正の『ラブ・ストーリーは突然に』が流れる。
京一郎の方が年上のため呼ぶ時は「はるみ」と呼び、はるみは「京一郎さん」とさん付けで呼ぶ。みのもんたが「夫にある日突然の辞令。そのとき奥さん、ご主人をとりますか?それとも…自由をとります（か）?」などのセリフで前振りした後、CMに入り、それからドラマVTRが始まる。
京一郎の会社は「株式会社ベアブラザーズ」という外資系の企業である（京一郎役の水沢駿のブログより。また、セカンドシーズンで長野編第3話において書類に社判を押すシーンで社名が明らかになっている）。
ドラマVTR冒頭には、道府県庁所在地 の玄関口となるJRの駅や空港に降りたち、転勤先の出身歌手（グループ）の曲がBGMとして流されている。
2週に渡って その県の住宅事情や食や風習、その県でだけ行われている、言われていることなどの特徴を紹介する。まず、京一郎が勤める会社の部長夫妻の家へはるみと一緒にあいさつに行き、その後は部長夫妻と行動を共にすることが多い。あいさつ時は、部長夫人がその県でお馴染みのお茶うけを出すのが定番になっている。なお、部長夫妻役については、現地の芸能プロダクション等に依頼し、極力地元タレントを起用するようにしている（例：熊本編=ばってん城次など）。
番組がスペシャルでの放送回の時には、上司としてその県出身の芸能人が登場している。北海道編 では専務として伊吹吾郎が、長野編（前編） では課長として田中要次が、沖縄編 では支社長として具志堅用高、課長として肥後克広（ダチョウ倶楽部）が、福岡編（後編） では福岡支店製造部の社員として博多華丸・大吉がコンビで、そして、久留米支店営業部長として鮎川誠が妻のシーナと共に登場した。ただ番組がスペシャルでの放送回ではなく通常の放送回だが、山形編の後編（2011年6月9日放送）で部長夫妻の叔母（あきおばさん）としてあき竹城が、大阪編の前編（2011年6月16日放送）では会長として桂三枝（現・六代桂文枝）、中編（2011年6月23日放送分）では大阪支店製造部の星田課長としてほっしゃん。（現・星田英利）、北新地のホステス役として山田花子、後編では2人組のオバちゃんとして中川家、通りすがりのオジさんとして坂田利夫が出演した。
特徴紹介時は、「京一郎（または、はるみ。2人一緒の場合もあり）は驚愕（状況によって色々変わる）した」とナレーションされることが多い。前編は京一郎、はるみと部長夫妻で地元の百貨店や大きなショッピングセンターを訪ね、夜はその土地の郷土料理をご馳走になる。後編は京一郎と部長は地元でだけ非常に売れている製品、全国区の商品を作っている会社やその工場を訪ね、部長が工場長等（本人が演じている）に京一郎を紹介することが多い。また、はるみは部長夫人と地元で有名なスーパーマーケットや小売店に行くことが多い。たまに名所や史跡なども訪ねる。
前編の最後は、はるみが転勤先の暮らしに前向きなセリフを言うと、京一郎が「僕ははるみと一緒ならどこでも平気だよ」などと言ってはるみをうっとりさせてキスしようとするが、はるみは聞いておらず玄関に置いたままのその県の名物を取りに行く。お預けを喰らった京一郎は肩を落とし、その回で紹介された物を絡めたセリフで締められる。
後編の最後は、はるみが夕食に地元料理を出すなど、転勤先の生活にも慣れたころに帰宅した京一郎から突然辞令を出され、はるみは「また転勤!?」とショックからいじけて部屋に閉じこもり、京一郎がドアを叩きながら「はるみー、出てきてくれよー、○○（次の赴任先）もきっといい所だよー」などと呼び掛け、最後にその回で紹介された物を絡めたダジャレで締められる。辞令に書かれている転勤の期日は、コーナーの次回の放送日になっている。
長野編（後編） では、京一郎が「係長」に昇進し長野編は3週に渡って放送された。 また大阪編（中編） では、京一郎が「課長」に昇進し同じく3週にわたって放送された。
2010年3月には、主婦の友社がこのコーナーのパーフェクトガイドブックを発行した。2010年10月7日放送のスペシャルでは、千葉から大分へ転勤する前に休暇を取り、二人の出身地である東京へ里帰りした。転勤前の行きつけだったとあるバーに立ち寄るが、実はそこのバーはケンミンの見抜き方に登場する「Urban Bar 東京人」だった。当然、バーのマスター（演：志水正義（熊本県））とは顔なじみであり、二人が各地で食べてきた名物をずばり言い当てていた。マスターも日本各地を転々としていたらしく、感慨深い思い出があるようだが、詳しくは語られていない。ちなみにこの回は、これまでの転勤で口にしてきた名物を1位から5位までジャンル別ランキング形式で発表し、各ジャンルで1位の名物はスタジオで試食していた。また、2011年1月13日放送のスペシャルでは福岡から京都へ転勤する前の正月休みにも立ち寄った。内容は前述と同じ。
神奈川県は、首都圏扱いのためか、現在まで放送されていない。千葉県には転勤しているが、千葉市だと東京に近くなる ためか、そこより離れた館山市を舞台にしている。
後に埼玉県の転勤もあったが、大宮駅前で東京から通勤できるとあって、初回はフリだけで終わった。しかし後日の放送にて、さいたま市（部長が住んでいる旧浦和市）に住居を構え、埼玉県の県民性や名所を巡っている。
2011年6月30日の放送で京一郎が辞令を見せると、これまで我慢してきた転勤生活に嫌気が差したはるみが、離婚も辞さない覚悟で初めて愚痴を言う。しかし、それは東京本社に戻る辞令だった。これにより、約2年半（放送では約2年）に及ぶ転勤生活にピリオドが打たれた。だが、これから起こる驚愕の事態を、京一郎とはるみは知るよしもなかった…。これで「辞令は突然に…」は大阪府で一旦終了。

#### 一覧（1st Season）
| 内容       | 前編           | 後編                   | 登場した企業など                                                                         | 備考                                                              |
| ---------- | -------------- | ---------------------- | ---------------------------------------------------------------------------------------- | ----------------------------------------------------------------- |
| 愛媛県     | 2009年2月5日   | 2009年2月12日          | えひめ飲料                                                                               |                                                                   |
| 秋田県     | 2009年2月19日  | 2009年3月5日           | ヤマダフーズ                                                                             |                                                                   |
| 広島県     | 2009年3月12日  | 2009年3月19日          | オタフクソース イズミ                                                                    |                                                                   |
| 熊本県     | 2009年4月16日  | 2009年4月23日          | 鶴屋百貨店 熊本電気鉄道 フタバ                                                           |                                                                   |
| 富山県     | 2009年4月30日  | 2009年5月7日           | 大阪屋ショップ                                                                           |                                                                   |
| 青森県     | 2009年5月14日  | 2009年5月21日          | 八戸製氷冷蔵                                                                             |                                                                   |
| 和歌山県   | 2009年5月28日  | 2009年6月4日           | オークワ 島精機製作所                                                                    |                                                                   |
| 宮崎県     | 2009年6月18日  | 2009年7月2日           | ハンズマン 野崎漬物                                                                      |                                                                   |
| 栃木県     | 2009年7月9日   | 2009年7月16日          | 岩下食品                                                                                 |                                                                   |
| 福井県     | 2009年7月23日  | 2009年7月30日          | 青山ハープ                                                                               |                                                                   |
| 高知県     | 2009年8月6日   | 2009年8月13日          | ひまわり乳業                                                                             |                                                                   |
| 鳥取県     | 2009年8月20日  | 2009年8月27日          | トスク 三洋電機コンシューマエレクトロニクス                                              |                                                                   |
| 滋賀県     | 2009年9月3日   | 2009年9月10日          | 近江兄弟社 びわ湖放送                                                                    |                                                                   |
| 北海道     | 2009年10月1日  | 2009年10月1日          | かま栄 みよしのさっぽろ                                                                  |                                                                   |
| 岩手県     | 2009年10月15日 | 2009年10月22日         | 小岩井乳業 ベル                                                                          |                                                                   |
| 鹿児島県   | 2009年10月29日 | 2009年11月5日          | イケダパン                                                                               |                                                                   |
| 長野県     | 2009年11月26日 | 2009年12月10日         | ホクト 伊那食品工業                                                                      | 後編で係長に昇進 2009年12月17日に南信伊那飯田編                   |
| 沖縄県     | 2010年1月7日   | 2010年1月7日           | 沖縄ハム総合食品                                                                         |                                                                   |
| 香川県     | 2010年1月21日  | 2010年1月28日          | うどん玉吉 テーブルマーク                                                                |                                                                   |
| 佐賀県     | 2010年2月4日   | 2010年2月11日          | 佐賀玉屋 竹下製菓                                                                        |                                                                   |
| 山梨県     | 2010年2月18日  | 2010年2月25日          | オギノ 桔梗屋                                                                            |                                                                   |
| 新潟県     | 2010年3月4日   | 2010年3月11日          | コメリ 原信 亀田製菓                                                                     |                                                                   |
| 山口県     | 2010年4月15日  | 2010年4月22日          | スーパーマリン シマヤ                                                                    |                                                                   |
| 三重県     | 2010年5月13日  | 2010年5月20日          | 津松菱 ぎゅーとら カメヤマ                                                               |                                                                   |
| 福島県     | 2010年5月27日  | 2010年6月3日           | 鶴ヶ城 凍み豆腐の工場 ヨークベニマル 幸楽苑                                              |                                                                   |
| 長崎県     | 2010年6月10日  | 2010年6月17日          | エレナ たらみ                                                                            |                                                                   |
| 岡山県     | 2010年7月1日   | 2010年7月8日           | 天満屋 天満屋ハピーズ 寅壱                                                               |                                                                   |
| 岐阜県     | 2010年7月15日  | 2010年7月22日          | バロー 岩崎模型                                                                          |                                                                   |
| 島根県     | 2010年7月29日  | 2010年8月5日           | 一畑百貨店 みしまや 島根富士通 出雲大社                                                  |                                                                   |
| 群馬県     | 2010年8月12日  | 2010年8月19日          | 群馬県庁 ベイシア まるか食品 登利平                                                      |                                                                   |
| 静岡県     | 2010年8月26日  | 2010年9月2日           | エンチョー 話題のスーパーもちづき ホテイフーズコーポレーション                           |                                                                   |
| 千葉県     | 2010年9月9日   | 2010年9月16日          | おどや 石井食品                                                                          | 舞台は千葉市でなく館山市                                          |
| 東京里帰り | 2010年10月7日  | 2010年10月7日          | 東京スカイツリー （建設中）                                                              | 総集編 「京一郎とはるみ 思い出の転勤グルメ」                      |
| 大分県     | 2010年10月14日 | 2010年10月21日         | トキハ マルショク 三和酒類                                                               | 前編が2011年3月17日に再放送                                       |
| 奈良県     | 2010年10月28日 | 2010年11月4日          | いそかわ ピップフジモト                                                                  |                                                                   |
| 茨城県     | 2010年11月25日 | 2010年12月2日          | カスミ セメダイン ばんどう太郎                                                           |                                                                   |
| 福岡県     | 2010年12月16日 | 2010年12月30日         | ひよ子本舗吉野堂 明月堂 相撲茶屋大塚 食彩館ハローデイ かろのうろん ブリヂストン 南京千両 |                                                                   |
| 東京里帰り | 2011年1月13日  | 2011年1月13日          |                                                                                          | 総集編 「京一郎とはるみが選ぶ もう一度食べたい転勤グルメベスト5」 |
| 京都府     | 2011年1月20日  | 2011年1月27日          | 錦市場 グンゼ めん馬鹿一代                                                               |                                                                   |
| 宮城県     | 2011年2月3日   | 2011年2月10日          | ウジエスーパー アイリスオーヤマ 岩沼屋                                                   |                                                                   |
| 徳島県     | 2011年2月17日  | 2011年2月24日          | とゝ喝 キョーエイ 徳島製粉                                                               |                                                                   |
| 石川県     | 2011年3月3日   | 2011年3月10日          | 東京ストアー スギヨ                                                                      |                                                                   |
| 愛知県     | 2011年4月28日  | 2011年5月12日          | アピタ シヤチハタ 寿がきや                                                               |                                                                   |
| 兵庫県     | 2011年5月19日  | 2011年5月26日          | コープこうべ ケンミン食品                                                                |                                                                   |
| 山形県     | 2011年6月2日   | 2011年6月9日           | ヤマザワ でん六                                                                          |                                                                   |
| 大阪府     | 2011年6月16日  | 2011年6月23日 （中編） | スーパー玉出 中野物産 ハードロック工業 あべのキューズタウン                              | 中編で課長に昇進 2011年6月30日に後編を放送 最後の転勤地           |
| 東京勤務   | 2011年7月14日  | 2011年7月21日          | 東京スカイツリー （完成後）                                                              | エピローグ first seasonが完結                                     |

### 「辞令は突然に…」second season 〜奥様はさすらいの女子アナ編〜
久々の東京生活を満喫する京一郎とはるみであったが、ある日レストランでディナーを楽しんでいると、はるみが「アナウンサーに復帰します」と京一郎に宣言する（2011年7月14日放送分）。実は、はるみは結婚前に「大江戸テレビ」というテレビ局のアナウンサーをしていたが、京一郎との結婚を機に寿退社、専業主婦として転勤生活を支えていた（2011年7月21日）。だが東京に戻って来たのを機に、さらに転勤生活でできなかった貯金をするためにアナウンサー復帰を決め、先輩アナウンサーの大神いずみ（福岡県）と魚住りえ（大阪府→広島県）に相談し準備を進めていた。数日後、3人は京一郎に今後のことを話すため「Urban Bar 東京人」で飲んでいた。だが、やって来た京一郎が転勤辞令を見せ、はるみは「また転勤!?」と失神してしまう。これにより、はるみが日本テレビ系列（日本テレビ系列のない県は、この番組を放送している放送局）の地方局の女子アナウンサーとして全国を渡り歩く「辞令は突然に…」second season 〜奥様はさすらいの女子アナ編〜が7月28日から放送されることになった。
みのはコーナー冒頭で、アナウンサーとしての心得をはるみに教え、VTR振りのセリフが「妻が職場に復帰した途端、夫に突然の辞令。そのとき奥さん、夫に賭けますか?それとも自分に賭けますか?」と変わった。
『連続転勤ドラマ 辞令は突然に…』（以下：前シリーズ）同様にドラマVTRの冒頭は道府県庁所在地の玄関口となるJRの駅や空港に降りたち、転勤先の出身歌手（グループ）の曲がBGMとして流されている。
話数は「第○話」で、前シリーズで紹介された転勤先の都道府県の特徴をおさらいした後、前回よりもさらに掘り下げた転勤先の都道府県の特徴を紹介。広島編からは、県庁所在地以外の地域を舞台にしている。
2011年8月11日放送の愛媛編で書いていた履歴書より、はるみの年齢が28歳であることが明らかになった。
2011年10月20日放送は総集編が放送され、「Urban Bar 東京人」に二人が飲んでいると、店の常連である御法川法男が来店。御法川は、はるみにとってアナウンサーの大先輩であり、2人の結婚式の司会も務めたという間柄である。内容は、二人が転勤先で衝撃を受けたランキングをジャンル別に紹介した。
広島編からは前シリーズ同様、転勤先出身の有名人や芸能人がゲスト出演することがある。下記の「ゲスト有名人」の欄を参照。
2012年3月15日は総集編が放送され、「Urban Bar 東京人」に久本雅美が来店。内容は、過去に「ヒミツのOSAKA」で取り上げられたリアクションを紹介した。
話の流れがほぼ固定されている前シリーズに対して、締め方に若干の変化があり、上司がいい感じになっている京一郎夫妻に辞令を見せることがある。また、京一郎の同期社員（ゲスト）に転勤の話を持ち出したものの断られ、京一郎が割を食う形で転勤となるケースもある。
宮崎編と広島編の間で1カ月以上の休止があったように、過去の京一郎のシリーズ同様に番組構成の都合上、1週間から1カ月の休止が入ることがある。
はるみがリポーターとして加入する番組は「当番組をネットしている放送局の情報番組」となっており、その大半がNNN系列のネット局である。秘密のケンミンSHOW#ネット局・ネット配信も参照。
このためか、東京、大阪を除く広域放送圏に属する都府県や、県外民放受信の上、独立局も存在しない佐賀県には長く転勤していなかった。埼玉県が転勤先になったことがあるが、埼玉編は「東京から通えるから埼玉には住まなくていい」という扱いで、埼玉の独立局であるテレビ埼玉も取り上げられなかった（その後2014年11月13日の放送で取り上げられている。）。2013年3月14日に茨城編が実現したが、広域放送圏で民放テレビ局が1つもない県であることで、はるみが悩む姿が描かれ、翌週3月21日放送分ではテレビ局でなく地元の食品メーカーにはるみがパート勤めをする設定となり、以降NNN系列のネット局の無い府県ではテレビ局以外の地元の企業にパート勤めをする設定が採られている。
本シリーズでは滋賀県・奈良県・和歌山県には転勤しなかった。
2012年11月22日に放送された香川編は1週のみで、翌週の29日は岡山編となった。これははるみが香川で採用された放送局・西日本放送の本社ならびに演奏所は香川県にあるが、放送エリアは岡山県も属しているため香川・岡山をそれぞれ1週ずつ紹介する形をとった。京一郎の転勤先はあくまで香川だが、岡山へは出張という形がとられた。同様に2013年2月14日の鳥取編もはるみが採用された放送局・日本海テレビの本社ならびに演奏所は鳥取県にあるが、放送エリアは島根県にも属しているため、翌週2月21日は京一郎が島根へ出張という形で島根編が作られた。
2015年11月5日放送分の大阪編第3話で京一郎が大阪支社営業部副部長に昇進という形でsecond seasonは終了。これで「辞令は突然に…」は終了かと思われたがテロップで「つづく」と出ており、またエピローグでのナレーションも次のthird seasonを匂わせる内容となっていた。

#### 一覧（2nd season）
| 内容                                          | 第1話          | 第2話          | 第3話          | テレビ局と番組名                                      | 登場した企業                                      | ローカルタレント                                 | ゲスト有名人 | 備考                       |
| --------------------------------------------- | -------------- | -------------- | -------------- | ----------------------------------------------------- | ------------------------------------------------- | ------------------------------------------------ | --- | -------------------------- |
| 熊本県                                        | 2011年7月28日  | 2011年8月4日   |                | くまもと県民テレビ 「テレビタミン」                   | HERO海 五木食品 マルエイ 明和不動産               | 英太郎                                           | | second seasonが開始        |
| 愛媛県                                        | 2011年8月11日  | 2011年8月18日  |                | 南海放送 「おかデリ」                                 | 藤高 程野商店 愛媛建物 フジ                       | らくさぶろう 友近千鶴                            | | [ 14 ]                     |
| 静岡県                                        | 2011年8月25日  | 2011年9月1日   |                | 静岡第一テレビ 「静岡○ごとワイド」                    | エヌビーエス キルフェボン 春華堂 しずてつストア   | 中山儀助                                         | |                            |
| 青森県                                        | 2011年9月8日   | 2011年9月15日  |                | 青森放送 「きんこれ」                                 | かねさ 工藤パン Universe                          | 黒石八郎                                         | |                            |
| 沖縄県                                        | 2011年10月27日 | 2011年11月3日  |                | 琉球放送 「沖縄BON!!」                                | 沖縄ホーメル                                      | 新垣正弘（ふーちばー親方） 仲田幸子 琉神マブヤー | | [ 16 ]                     |
| 秋田県                                        | 2011年11月10日 | 2011年11月17日 |                | 秋田放送 「エビス堂☆ゴールド」                        | 大館工芸社                                        | 佐竹敬久（秋田県知事）                           | |                            |
| 宮崎県                                        | 2011年11月24日 | 2011年12月1日  |                | テレビ宮崎 「ジャガジャガ天国」                       | 大森淡水                                          | 特になし                                         | |                            |
| 広島県                                        | 2012年1月19日  | 2012年1月26日  | 2012年2月2日   | 広島テレビ 「テレビ派」                               | セーラー万年筆 竹田ブラシ製作所 YOURS（ユアーズ） | 城みちる 松本裕見子                              | 河原さぶ（第3話） |                            |
| 長野県                                        | 2012年2月16日  | 2012年2月23日  | 2012年3月1日   | テレビ信州 「情報ワイド ゆうがたGet!」 「報道ゲンバ」 | マルコメ MATSUYA カンロ                           | あっぷる学園応援部                               | 上條恒彦（第3話） | 2012年4月26日に第4話を放送 |
| 埼玉県                                        | 2012年5月3日   | 2012年5月10日  |                | なし                                                  | なし                                              | なし                                             | |                            |
| 鹿児島県                                      | 2012年5月17日  | 2012年5月24日  | 2012年5月31日  | 鹿児島読売テレビ 「ユメイロ＠ネット」                 | 健康家族 JAXA タイヨー                            | S★UTHERN CROSS                                   | はしのえみ（第2話） 前園真聖（第3話） |                            |
| 富山県                                        | 2012年6月14日  | 2012年6月21日  |                | 北日本放送 「いっちゃん★KNB」                         | TOYOX albis（アルビス）                           | 高原兄                                           | |                            |
| 高知県                                        | 2012年7月5日   | 2012年7月12日  |                | 高知放送 「ごきげんBonitoっ!」                        | 馬路村農協 SUNNY MART                             | S★KIP                                            | 島崎和歌子（第2話） |                            |
| 北海道                                        | 2012年8月9日   | 2012年8月16日  | 2012年8月23日  | 札幌テレビ 「どさんこワイド179」                      | 臼井寿造                                          | 上杉周大（ブギウギ専務）                         | 阿知波悟美（第2話・第3話） 杉村太蔵（第3話） |                            |
| 福岡県                                        | 2012年9月27日  | 2012年10月11日 | 2012年10月18日 | 福岡放送 「めんたいワイド」                           | TOTO ハローデイ 松尾製菓 ゼンリン                 | 特になし                                         | 博多華丸・大吉（第1話） 四方堂亘（第1話） KABA.ちゃん（第2話） 床嶋佳子（第3話） 原口あきまさ（第3話） |                            |
| 新潟県                                        | 2012年11月1日  | 2012年11月8日  |                | テレビ新潟 「夕方ワイド 新潟一番」                    | 諏訪田製作所 ウオロク                             | 特になし                                         | 遠山俊也（第2話） |                            |
| 香川県                                        | 2012年11月22日 |                |                | 西日本放送 「シアワセ気分!｣                           | マルナカ                                          | 特になし                                         | 松本明子 |                            |
| 岡山県                                        | 2012年11月29日 |                |                | 西日本放送 「シアワセ気分!｣                           | 尾崎商事 カンコー学生服                           | 特になし                                         | 次長課長 |                            |
| 長崎県                                        | 2013年1月31日  | 2013年2月7日   |                | 長崎国際テレビ 「ひるじげドン」                       | エレナ                                            | SASEBOキャンディーズ                             | 蛭子能収（第1話・第2話） |                            |
| 鳥取県                                        | 2013年2月14日  |                |                | 日本海テレビ 「スパイス!!」                           | 特になし                                          | 特になし                                         | |                            |
| 島根県                                        | 2013年2月21日  |                |                | 日本海テレビ 「スパイス!!」                           | みしまや                                          | 特になし                                         | |                            |
| 茨城県                                        | 2013年3月14日  | 2013年3月21日  |                | 特になし                                              | 日立製作所 幸田商店                               | 特になし                                         | 渡辺裕之（第1話・第2話） 村上健志（フルーツポンチ）（第1話） 磯山さやか（第1話・第2話） 鈴木奈々（第2話） 綾部祐二（ピース）（第2話） |                            |
| 愛知県                                        | 2013年5月2日   | 2013年5月9日   |                | 中京テレビ 「キャッチ!」                              | 松坂屋 ブラザー工業 アピタ                        | 特になし                                         | 渡辺哲（第1話・第2話） 加藤晴彦（第1話） 三ツ矢雄二（第1話） 青木さやか（第2話） スギちゃん（第2話） |                            |
| 山口県                                        | 2013年5月16日  | 2013年5月23日  |                | 山口放送 「熱血テレビ」                               | 宇部興産 アルク                                   | 特になし                                         | 前田吟（第1話・第2話） 岡本信人（第1話・第2話） 芳本美代子（第2話） |                            |
| 岩手県                                        | 2013年6月13日  | 2013年6月20日  |                | テレビ岩手 「5きげんテレビ」                          | さいとう製菓 マルイチ                             | 高橋佳代子                                       | 新沼謙治（第1話・第2話） 福田萌（第2話） |                            |
| 京都府                                        | 2013年7月18日  | 2013年7月25日  |                | 特になし                                              | フレスコ ゆば庄                                   | 特になし                                         | 山村紅葉（第1話） 木村祐一（第1話） 西村和彦（第2話） 久保田磨希（第2話） |                            |
| 佐賀県                                        | 2013年8月15日  | 2013年8月22日  |                | 特になし                                              | 香蘭社 スーパーモリナガ                           | 特になし                                         | 白竜（第1話・第2話） 本村健太郎（第2話） |                            |
| 山梨県                                        | 2013年8月29日  | 2013年9月5日   |                | 山梨放送 「ててて!TV」                                | はくばく                                          | 特になし                                         | 深沢敦（第1話） 武藤敬司（第1話・第2話） 筒井真理子（第2話） |                            |
| 神奈川県 鎌倉市                               | 2013年10月3日  |                |                | 特になし                                              | 江ノ島電鉄                                        | 特になし                                         | 髙田延彦 南明奈 堤下敦（インパルス） 出川哲朗 村上知子（森三中） みのもんた |                            |
| 兵庫県                                        | 2013年10月31日 | 2013年11月7日  |                | 特になし                                              | いかりスーパーマーケット 六甲バター               | 特になし                                         | 上島竜兵（ダチョウ倶楽部）（第1話・第2話） 陣内智則（第1話） 南野陽子（第2話） 月亭方正（第2話） |                            |
| 群馬県                                        | 2013年11月21日 |                |                | 特になし                                              | JINS フレッセイ Shango(パスタ店)                  | 特になし                                         | 中山秀征 JOY 井森美幸 |                            |
| 宮城県                                        | 2013年12月19日 |                |                | ミヤギテレビ 「OH!バンデス」                          | ウジエスーパー                                    | さとう宗幸                                       | 大友康平 高橋ジョージ 狩野英孝 大島蓉子 サンドウィッチマン 森公美子 |                            |
| 三重県                                        | 2014年1月23日  | 2014年1月30日  |                | 特になし                                              | おやつカンパニー ぎゅーとら                       | 特になし                                         | 小倉久寛（第1話） 磯野貴理子（第1話・第2話） 加藤歩（ザブングル）（第1話） 楠田枝里子（第2話） |                            |
| 千葉県                                        | 2014年3月27日  |                |                | 特になし                                              | 特になし                                          | 特になし                                         | 永島敏行 山里亮太（南海キャンディーズ） 押切もえ 千秋 桝太一 水卜麻美 渡辺正行 |                            |
| 福井県                                        | 2014年5月1日   | 2014年5月8日   |                | 福井放送 「おじゃまっテレ ワイド&ニュース」           | ハニー                                            | 特になし                                         | 大和田伸也（第1話・第2話） 高橋愛（第1話・第2話） 日野陽仁（第1話・第2話） 天龍源一郎（第1話） |                            |
| 栃木県                                        | 2014年6月26日  | 2014年7月3日   |                | 特になし                                              | 特になし                                          | 特になし                                         | ガッツ石松（第1話・第2話） 大島美幸（森三中）（第1話） U字工事（第1話・第2話） 平山あや（第2話） 真島茂樹（第2話） |                            |
| 岐阜県                                        | 2014年7月10日  |                |                | 特になし                                              | 特になし                                          | 特になし                                         | 野口五郎 清水ミチコ 酒井敏也 神奈月 Mr.マリック |                            |
| 大分県                                        | 2014年8月21日  | 2014年8月28日  |                | 特になし                                              | トキハ                                            | 特になし                                         | 苅谷俊介（第1話） 渡辺典子（第1話） 竹内力（第1話・第2話） 藤波辰爾（第1話・第2話） 錦野旦（第1話・第2話） | [ 101 ]                    |
| 埼玉県                                        | 2014年11月13日 |                |                | 特になし                                              | 山田うどん FM NACK 5                              | 大野勢太郎                                       | 的場浩司 七瀬なつみ ダイアモンド☆ユカイ 吉澤ひとみ 春日俊彰（オードリー） 北斗晶 虻川美穂子（北陽） |                            |
| 沖縄県                                        | 2015年1月15日  |                |                | 特になし                                              | タウンプラザかねひで                              | 特になし                                         | 具志堅用高 ガレッジセール 平良とみ MAX 肥後克広（ダチョウ倶楽部） スリムクラブ |                            |
| 石川県                                        | 2015年3月5日   | 2015年3月13日  |                | テレビ金沢 「となりのテレ金ちゃん」                   | 箔一 どんたく                                     | 特になし                                         | 篠井英介（第1話・第2話） 田中美里（第1話・第2話） ダンディ坂野（第1話・第2話） |                            |
| 福島県                                        | 2015年4月16日  | 2015年4月23日  |                | 福島中央テレビ 「ゴジてれ Chu!」                      | スパリゾートハワイアンズ                          | 特になし                                         | 梅沢富美男（第1話） あばれる君（第1話・第2話） 斉藤暁（第1話・第2話） 白鳥久美子（たんぽぽ）（第2話） |                            |
| 徳島県                                        | 2015年6月11日  |                |                | 四国放送 「ゴジカル!」                                | デイリーマート ラーメン東大 ホテルかずら橋        | キャンパスボーイ 木戸弥生                        | 浜内千波 冨浦智嗣 丸岡いずみ |                            |
| 東京里帰り 特別編 京一郎 はるみの実家に行く   | 2015年8月6日   |                |                | 特になし                                              | 特になし                                          | 特になし                                         | 泉谷しげる |                            |
| 山形県                                        | 2015年8月27日  | 2015年9月3日   |                | 山形放送 「ピヨ卵ワイド」                             | 中島清吉商店 ヤマザワ                             | 特になし                                         | 渡辺えり（第1話） 橋本マナミ（第1話・第2話） 佐藤正宏（第1話・第2話） ウド鈴木（キャイ〜ン）（第1話・第2話） あき竹城（第1話・第2話） |                            |
| 大阪府                                        | 2015年10月22日 | 2015年10月29日 | 2015年11月5日  | 読売テレビ 「かんさい情報ネットten.」                 | 阪急百貨店うめだ本店 スーパー玉出 大成閣          | 特になし                                         | 内藤剛志（第1話） FUJIWARA（第1話） 岩尾望（フットボールアワー）（第1話） 山田菜々（第1話） 山田花子（第1話・第3話） 西川きよし（第1話・第3話） ケンドーコバヤシ（第1話・第3話） 岡田圭右（ますだおかだ）（第1話・第2話・第3話） ほんこん（第1話・第2話） 中川家（第1話） 姿月あさと（第2話） 遠藤章造（ココリコ）（第2話） 久本雅美（第2話） 増田英彦（ますだおかだ）（第2話） 相川七瀬（第2話） | 第3話で副部長に昇進        |
| 特別編 京一郎 昇進祝い! 懐かしの上司達 大集結 | 2015年12月10日 |                |                | 特になし                                              | 目黒雅叙園 中国料理 旬遊紀                        | 特になし                                         | 前田吟 伊吹吾郎 大友康平 日野陽仁 具志堅用高 蛭子能収 |                            |

### 「辞令は突然に…」third season ～奥様はフリーライター編～
大阪の生活も慣れ久々に東京へ帰京した京一郎とはるみは「Urban Bar 東京人」へ向かい、そこではるみが「相談に乗ってほしい」とマスターと持ちかける（2016年3月17日放送分）。大阪へ戻った数日後、はるみは京一郎にアナウンサーを辞めてフリーライターになることを告げ、さらにゆくゆくは作家になりたいことも告げる（5月19日）。京一郎はこれに快諾し、それを見たはるみも大阪のフリーペーパーやタウン誌を見せる。それを聞いた京一郎は「大阪以外でもできるかな?」と言い、おもむろに転勤とマーケティング部への配置転換の辞令を見せ、はるみは「また転勤!?」と泣き崩れてしまう。これにより、はるみはフリーライターとして全国を渡り歩く「辞令は突然に…」third season 〜奥様はフリーライター編〜が5月26日から放送されることになった。

#### 一覧（3rd season）
| 内容     | 第1話         | 第2話          | 出版社と情報誌                                  | 登場した企業 | ゲスト有名人 | 備考               |
| -------- | ------------- | -------------- | ----------------------------------------------- | --- | --- | ------------------ |
| 静岡県   | 2016年5月26日 | 2016年6月2日   | しずおかオンライン 月刊フリーマガジン「womo」   | 中原公民館 大沢縁側カフェ内野不二夫さん宅 大沢縁側カフェ内野昌樹さん宅 大沢縁側カフェ内野盛蔵さん宅 菊川市立小笠南小学校 青葉おでん街幸多路 キッチンスタジオモグ ヤマハ 炭焼きレストランさわやか                         | 勝俣州和（第1話） 酒井美紀（第1話・第2話） 風間千裕（第1話） 武田修宏（第1話・第2話） 本田淑美（第2話） 神保悟志（第2話）                                                                     | third seasonが開始 |
| 北海道   | 2016年7月28日 | 2016年8月4日   | えんれいしゃ 月刊誌「poroco」                   | 紀伊国屋書店札幌本店 食堂うしお 札幌市カーリング場 札幌市月寒体育館 ロイズコンフェクト ロイズあいの里公園店 さえら 豊平あさひ公園 松尾ジンギスカン                                                                       | 伊吹吾郎（第1話・第2話） 阿知波悟美（第1話・第2話） 福崎里美（第1話） 内藤大助（第1話・第2話） バービー（フォーリンラブ）（第1話） 清水宏保（第2話） 今井亜貴子（第2話） 杉村太蔵（第2話）    |                    |
| 長野県   | 2016年9月8日  | 2016年9月15日  | まちなみカントリープレス 月刊誌「KURA」         | かじか亭 はしば食堂 富倉そば 隠れ家えん 食彩スーパーF 諏訪湖サービスエリア 信州グルメ工房 うしお 竜門 セイコーエプソン                                                                                                   | 峰竜太（第1話・第2話） 乙葉（第1話） 蟹澤純子（第1話） 藤森慎吾（オリエンタルラジオ）（第1話） 小野宣（第1話） 田中要次（第1話） 滝沢沙織（第2話） 羽場裕一（第2話） 新井修（第2話）          |                    |
| 広島県   | 2016年12月1日 | 2016年12月8日  | アドプレックス 月刊タウン情報誌「TJ Hiroshima」 | MAZDA Zoom-Zoom スタジアム広島 カルビー 大創産業 青山商事 アヲハタ アンデルセン フマキラー 広島市段原公民館 西条駅 賀茂鶴 佛蘭西屋 汁なし担々麺麻沙羅 汁なし担担麺専門キング軒 汁なし担々麺武蔵坊本店 汁なし坦々麺きさく | 東ちづる（第1話） 山本浩二（第1話） 阿南征士（第1話） 田中卓志（アンガールズ）（第1話） 山根良顕（アンガールズ）（第1話） 島谷ひとみ（第2話） 獣神サンダーライガー（第2話） 福井謙二（第2話） |                    |
| 鹿児島県 | 2017年3月2日  | 2017年3月9日   | 斯文堂 月刊誌「TJカゴシマ」                     | 阿久根駅 A-Zスーパーセンター 指宿駅 唐船峡 指宿市営唐船峡そうめん流し | 西郷輝彦（第1話） はしのえみ（第1話・第2話） 前園真聖（第1話・第2話） 国生さゆり（第1話・第2話） 宮下純一（第2話）                                                                            |                    |
| 茨城県   | 2017年4月27日 | 2017年5月4日   | 常創 「月刊サクサクライフ」                     | 茨城県庁 牛久大仏 袋田の滝 金砂郷 蔵出・焼き芋 かいつか 茨城空港 五浦海岸 | |                    |
| 新潟県   | 2017年8月10日 | 2017年8月17日  | ニューズ・ライン 「月刊新潟Komachi」            | カーブドッチ 港すし | |                    |
| 京都府   | 2017年11月9日 | 2017年11月16日 |                                                 | | |                    |
| 熊本県   | 2018年5月17日 | 2018年5月24日  | ウルトラハウス 月刊タウン情報「クマモト」       | くまモンスクエア 蜂楽饅頭 コッコファーム 森からし蓮根 味千ラーメン 福田病院 | 八代亜紀（第1話） 松野明美（第1話） コロッケ（第1話） スザンヌ（第2話） 勝野洋（第2話） ヒロシ（第2話） 井手らっきょ（第2話）                                                                 |                    |
| 栃木県   | 2018年8月9日  | 2018年8月16日  |                                                 | 元気寿司 道の駅うつのみや ろまんちっく村 南ヶ丘牧場 | |                    |
| 愛知県   | 2019年7月18日 | 2019年7月25日  |                                                 | シェ・シバタ ヤマナカ うなぎ横丁 うなぎの兼光 刈谷ハイウェイオアシス カクキュー八丁味噌 観光農園 花ひろば 魚太郎 | 田山涼成（第1話） 松井珠理奈（SKE48）（第1話） スピードワゴン（第1話） Mr.シャチホコ（第1話・第2話） 光浦靖子（第2話） 須田亜香里（SKE48）（第2話） キンタロー。（第2話）                     |                    |

## その他
2013年にはサントリーが「辞令は突然に…」とコラボして、各地方に転勤している東夫妻が出演するCMが作られた。2015年3月5日に、北陸新幹線開業を記念し石川県バージョンのCMが復活した。

## 関連書籍
- 読売テレビ「秘密のケンミンSHOW「連続転勤ドラマ 辞令は突然に・・・」パーフェクトガイド!!」（主婦の友生活）